# Bunchosia acuminata
Bunchosia acuminata é uma espécie de planta do gênero Bunchosia e da família Malpighiaceae.

## Taxonomia
A espécie foi descrita em 1983 por F.H. Dobson.

## Forma de vida
É uma espécie terrícola e arbustiva.

## Conservação
A espécie faz parte da Lista Vermelha das espécies ameaçadas do estado do Espírito Santo, no sudeste do Brasil.

## Distribuição
A espécie é endêmica do Brasil e encontrada nos estados brasileiros de Bahia e Espírito Santo. A espécie é encontrada no domínio fitogeográfico de Mata Atlântica, em regiões com vegetação de floresta estacional semidecidual e floresta ombrófila pluvial.